# 哈尔帕洛斯
哈尔帕洛斯（希臘語：Ἅρπαλος），或译哈尔帕卢斯，约活动于公元前4世纪前后。古希腊马其顿贵族之一，由于肢体缺陷，他未能跟随亚历山大大帝远征亚洲，而长期停滞于欧洲。但仍与亚历山大大帝保持联系。曾因为政治原因而多年身处逆境，古希腊学者曾对其有所著述。